# Bernard z Menthonu
Svatý Bernard z Menthonu, také svatý Bernard z Aosty či svatý Bernard z Mont-Joux (983 nebo 1008 Menton, Savojsko – 15. června 1081 nebo 1086, podle některých zdrojů dne 28. května 1007 Novara) byl řeholní kanovník, který je podle katolického kalendáře připomínán 15. června. Je patronem horolezců, lyžařů, obyvatel a pocestných v alpských oblastech. Osobnost svatého Bernarda z Aosty je spojena se stejnojmenným alpským průsmykem Col du Grand-Saint-Bernard, ve kterém založil klášter. Z těchto míst také svatobernardský pes, jedno z plemen bernardýna.

## Legenda
Podle pozdní legendy se sv. Bernard narodil kolem r. 981 na hradě v Menthon, dnes Menthon-Saint-Bernard ve francouzském Horním Savojsku, ve významné šlechtické rodině. Podle jiné legendy pochází z italské Aosty, kde však působil až jako kanovník v kapitule při tamější katedrále Nanebevzetí Panny Marie. V Paříži vystudoval práva, filosofii a teologii a pravděpodobně se chystal pro církevní kariéru, když jej rodina začala nutit k aliančnímu sňatku. Pro stálé odpírání poslušnosti rodině byl uvězněn ve věži, odkud byl vysvobozen sv. Mikulášem přes okno. Záhy po této události započal s christianiazicí alpských oblastí, působil při budování několika biskupství, založil dodnes prosperující klášter k ochraně průsmyku Mont-Joux (dnes po něm pojmenovaném) hojně již tehdy využívaného i křesťanskými poutníky.

### Svatořečení
Již ve 12. století byl v alpských oblastech uctíván jako svatý, i když byl svatořečen papežem Inocencem XI. až v roce 1681 (někdy je však jeho svatořečení uváděno již z roku 1120), a papež Pius XI., sám bývalý významný horolezec, jej roku 1923 prohlásil patronem obyvatel Alp, horolezců a lyžařů. Sv. Bernard bývá zobrazován s ďáblem a věží (připomínka vysvobození z věže sv. Mikulášem).

### Jméno Bernard
Bernard je mužské křestní jméno germánského původu, které vzniklo spojením výrazů pro medvěd (Bär) a tvrdý, drsný (hart), dá se tedy překládat drsný jako medvěd. Podle českého kalendáře má svátek 20. srpna.

## Památky a kostely
- klášter sv. Bernarda v průsmyku Col du Grand-Saint-Bernard

### Sochy
- bronzová socha v průsmyku Mont-Joux
- bronzová socha na Matterhornu